# Lia (Ethnie)
Die Lia sind eine Ethnie aus der Demokratischen Republik Kongo, im Kongobecken in der ehemaligen Provinz Équateur. Sie sind eine Untergruppe der Mongo, von denen sie sich allerdings sprachlich, kulturell und politisch unterscheiden.